# Phillip Dale Roddey
Philip Dale Roddey (2 avril 1826 - 20 juillet 1897) est un brigadier général dans l'armée des États confédérés d'Amérique pendant la guerre de Sécession.

## Biographie
Roddey naît à Moulton, dans le comté de Lawrence, en Alabama, fils de Philip et Sarah Roddey. Son père, un sellier, a déménagé sa famille de l'est du Tennessee vers l'Alabama. L'année de naissance de Philip D. Roddey est habituellement citée comme étant 1826, année qui est sur sa pierre tombale. Toutefois, les dossiers du recensement lui donnent plusieurs années de plus, et, en fait, son père avait été tué lors d'une altercation à Moulton, en 1824. La mère de Roddey, veuve, élève ses 3 enfants du mieux qu'elle le peut, mais Roddey reçoit peu d'éducation formelle. Il est tailleur à Moulton avant d'être nommé shérif du comté de Lawrence, en 1846, servant au moins jusqu'en 1852. Il achète ensuite un bateau à vapeur, qu'il fait naviguer sur la rivière Tennessee. Il épouse Margaret A. McGaughey et a un fils et une fille.

## Années de guerre
Lorsque la guerre de Sécession éclate, Roddey, qui n'a pas soutenu la sécession, cherche à rester en dehors du conflit. Après la chute de fort Henry, au Tennessee, aux mains d'Ulysses S. Grant, en février 1862, cependant, les canonnières de l'Union sont en mesure de naviguer aussi loin que Florence, en Alabama, où les eaux peu profondes à Muscle Shoals  les stoppent. Plutôt que de laisser son bateau à vapeur être saisi et utilisé par l'ennemi, Roddey le brûle. Il lève alors une compagnie de cavalerie, qu'il mène lors de la bataille de Shiloh en avril 1862.
Roddey est actif avec sa compagnie au cours de l'avance sur Corinth, au Mississippi, le général Braxton Bragg écrivant le 4 mai 1862, que « Roddey est d'une valeur inestimable ». Le 21 août 1862, Bragg – maintenant dans Chattanooga – écrit, « une partie de notre cavalerie, composée des compagnies des capitaines Earle, Lewis, et Roddey, emmenée par le capitaine Roddey, a fait une autre brillante frappe sur une force ennemie supérieure, entraînant la capture de 123 prisonniers ». En octobre 1862, Roddey en conséquence est autorisé à accéder au commandement d'un régiment, le 4th Alabama Cavalry. Roddey est maintenant colonel. Le régiment de Roddey sert sous les ordres de Nathan Bedford Forrest et de Joseph Wheeler, principalement dans le Tennessee et l'Alabama.
En décembre 1862, le 5th Alabama Cavalry est embrigadé avec le 4th Alabama Cavalry de Roddey et Roddey est nommé commandant du district de l'Alabama septentrional. Plus tard, le 10th Alabama Cavalry est ajouté à son commandement, tout comme une batterie d'artillerie à cheval de Géorgie. En avril 1864, la brigade de Roddey est transférée dans le département de l'Alabama, du Mississippi, et de l'est de la Louisiane.
Promu brigadier général, Roddey mène sa brigade de cavalerie, par la suite, principalement en soutien de Forrest. Les hommes de Roddey sont armés de fusil fusils plutôt que de carabines, et comme tels, ils sont souvent considérés comme de l'infanterie à cheval plutôt que véritablement de la cavalerie ; généralement, ils combattent démontés. La plupart du temps qu'ils sont stationnés dans leur région de résidence, et Roddey est ainsi appelé le « défenseur de l'Alabama du nord ». Roddey libre un combat de retardement contre Grenville Dodge pendant le raid d'Abel D. Streight de 1863 dans l'Alabama et la Géorgie, et reste en Alabama au cours de la campagne de Nashville de John Bell Hood en 1864. Après l'échec de Hood, Roddey rejoint Forrest en essayant désespérément d'arrêter le raid de cavalerie du général de l'Union James H. Wilson dans le sud de l'Alabama, en mars 1865. Le commandement de Roddey combat pour la dernière fois en avril lors de la bataille de Selma, où les hommes de Forrest sont submergés par les soldats montés de l'Union plus nombreux et mieux armées. La plupart du commandement de Roddey est capturé à Selma. Le reste se rend à Pond Springs (maintenant Wheeler), en Alabama, en mai 1865.

## Après-guerre
Après la guerre, Roddey part avec sa famille à Tuscaloosa, en Alabama. Plus tard, il déménage dans la ville de New York, où il devient négociant. Il part à Londres, en Angleterre, pour les affaires au début des années 1890, y décédant en 1897.

## Scandale
Des recherches récentes sur Roddey (2016) ont mis en lumière un grave scandale dans sa vie. En 1868, il aurait épousé une jeune femme de vingt ans sa cadette, nommée Carlotta Frances Shotwell du New Jersey. Elle est âgée de 22 ans et assez riche grâce à des placements monétaires de son défunt père. Plus tard, elle déclare que son patrimoine personnel est de 200 000 à 300 000 $, ce qui est l'équivalent de 3,5 millions de dollars à plus de 5 millions de dollars en 2015.
Roddey dit à Shotwell que par la signature de certains documents juridiques, ils sont légalement mariés selon la loi l'État de New York, mais qu'ils gardent le mariage secret et n'ont pas de cérémonie religieuse. Il prétend que les raisons de ceci sont dues au contrôle de ses finances par une autre partie. Roddey serait très charmant, persuasif, et il a des relations à Washington, y compris, avec le récemment élu président Ulysses S. Grant.
Lors d'un voyage à Chicago, en 1874, avec des associés de Roddey, Shotwell constate que les obligations de chemin de fer ont été volées dans ses bagages, comme d'autres papiers importants, y compris ceux qui, prétendument, prouvent son mariage avec Roddey. Elle le signale à la police et deux hommes sont arrêtés. Elle déclare à l'enquêteur dans le cas :

« Je suis Carlotta Frances Shotwell. Je suis âgé de 28 ans et originaire du New Jersey. Je passe la plupart de mon temps à New York et Washington, mais voyage beaucoup, car mes affaires l'exigent. Je suis arrivée à Chicago, ce matin, de New York, et j'étais en chemin vers Mobile, en Alabama., où j'ai eu des affaires dans le cadre de certaines obligations du chemin de fer de Selma et du golfe dont je suis propriétaire. À mon arrivée ici, je me suis inscrite à la maison Tremont et j'ai envoyé mes bagages à l'hôtel. Quelques heures après, j'ai atteint la ville, j'ai eu l'occasion d'ouvrir mon coffre, et j'ai constaté que la serrure avait été forcée. Lors de l'examen du contenu, j'ai trouvé qu'un paquet contenant des obligations du chemin de fer de Selma et du golfe pour une valeur de 54 000 $, avec d'autres précieux documents privés et correspondance, avaient été volés »

.
Roddey, cependant, fait partie de l'affaire. Bien qu'il dise à Shotwell, qu'il présente partout comme sa femme, qu'il est encore amoureux et faisant toutes sortes d'histoires pour se protéger, il ne peut pas cacher le fait que ses associés sont sous un faisceau de suspicion. Lorsque Shotwell met la pression sur le cas, Roddey la fait arrêter pour grand vol... pour avoir volé une paire de jumelles.
Shotwell est arrêtée et passe des semaines avant son procès dans les Tombes, le nom familier pour l'établissement de détention de Manhattan. Elle est également accusée de parjure pour avoir déclaré qu'elle est mariée à Roddey.
Pendant le procès, les médias ont une journée sur le terrain. La salle d'audience est remplie au-delà de sa capacité de tous les jours, selon le New York Times. Roddey nie le mariage. Il ressort pendant le procès, cependant, que Roddey n'est pas seulement bigame, ayant abandonné sa femme en Alabama, mais adultère. Shotwell trouve des lettres d'amour dans les effets de son mari.
Finalement, Shotwell est acquittée, mais ne retrouve pas son argent. Elle écrit un livre sur son expérience en 1878, récemment découvert, intitulé A General Betrayal: The Sufferings and Trials of Carlotta Frances Roddey. Dans le livre, Shotwell déclare que Roddey est finalement inculpé de fraude à l'égard du gouvernement des États-Unis. Il s'enfuit à Londres, où il meurt le 19 juillet 1897. Son corps a été remis à Tuscaloosa, en Alabama pour l'enterrement.